# Scarborough District
Scarborough var mellan 1974 och 2023 ett distrikt i Storbritannien. Det låg i grevskapet i North Yorkshire i riksdelen England. Distriktet hade 108 793 invånare (2011).
Den 1 april 2023 blev det en del av den nya enhetskommunen North Yorkshire.